# یرسینی‌آباکتین
یرسینی‌آباکتین (به انگلیسی: Yersiniabactin) با فرمول شیمیایی C21H27N3O4S3 یک ترکیب شیمیایی است. که جرم مولی آن ۴۸۱٫۷ g/mol می‌باشد. 